# Patrizia (film)
Patrizia (La Fille du puisatier) è un film del 1940 diretto da Marcel Pagnol.

## Trama
Nel 1939 Patrizia, la figlia di Pasquale Amoretti, si ritrova incinta del giovane aviatore Gianni Mazel, figlio di una famiglia borghese. Il giovane viene mandato in guerra e la sua famiglia si rifiuta di riconoscere il bambino. Amoretti scaccia la figlia da casa. Gianni viene dato per disperso, con il suo aereo caduto in fiamme dietro le linee nemiche.
Pasquale però, dopo un certo tempo, riprende con sé la figlia con il bambino. Gianni ritorna a casa e i giovani si sposano. La Francia ha perso la guerra, ma c'è una speranza per il futuro.

## Produzione
Le riprese iniziarono il 20 maggio e furono sospese in giugno; vennero riprese il 13 agosto e finirono nel novembre 1940. «Le riprese, iniziate il 20 maggio 1940, si interrompono quasi subito, a giugno, nel mezzo della disfatta francese e della firma dell'armistizio del 22 giugno che dividerà in due la Francia, per poi riprenderle in agosto. Il film non può non risentirne, (...). Il risultato è una testimonianza unica della Francia rurale al momento della resa».